# Yêu quái

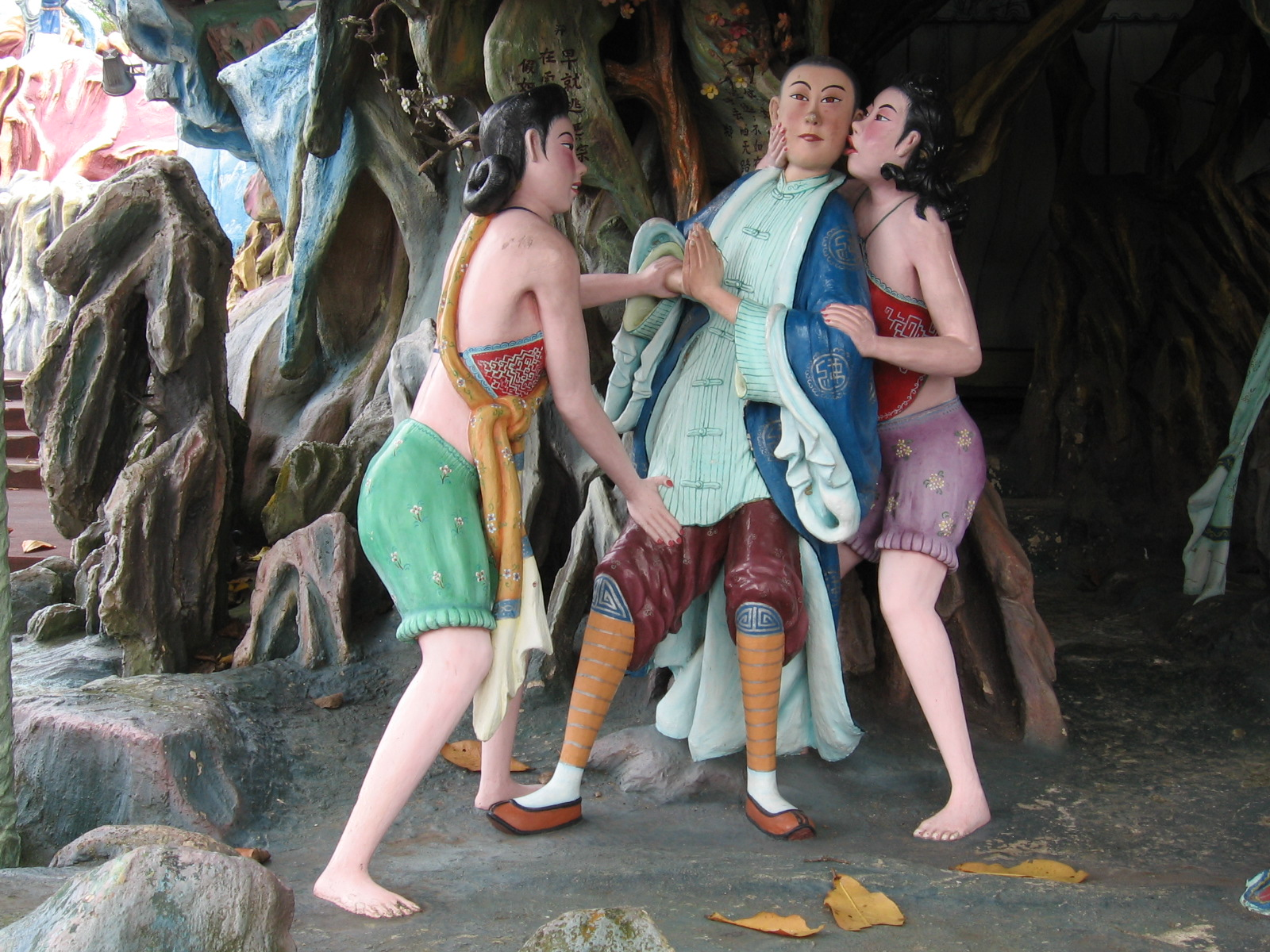
Tượng những con yêu tinh nhền nhện đang quyến rũ Đường Tăng

Yêu quái (Chữ Hán:妖怪) hay yêu ma quỷ quái là tên gọi chung để chỉ các sinh vật như động vật, thực vật, yêu, ma, quỷ, quái trong tín ngưỡng dân gian đã thành tinh. Yêu quái có thể là gọi là yêu quỷ (妖鬼 yāoguǐ), yêu ma (妖魔 yāomó) hay yêu tinh (妖精 yāojīng). Chúng có rất nhiều loại từ có hại cho đến vô hại. Chúng có thể biến hóa thân dạng người hoặc nửa người nửa thú tùy thuộc vào việc chúng đã đạt được cấp độ ma Pháp như thế nào. Yêu quái chia ra làm hai loại đó là sống ở trên cạn và dưới nước. Trường hợp Yêu quái sống dưới nước thường gọi là Thủy quái. Các tác phẩm văn học như Thần thoại, cổ tích, truyền thuyết của các nước trên thế giới cũng nhắc đến nhiều loại Yêu quái khác nhau. Riêng thực vật thành tinh gọi là Mộc tinh. Trong Tây Du Ký, Yêu quái thường được miêu tả là cư ngụ ở những nơi hẻo lánh như núi, rừng, hang động để xưng Vương và dưới chúng là những bầy yêu tinh phục vụ, điển hình là Bạch Cốt Tinh. Chúng thường quấy nhiễu và làm hại dân chúng. Ngoài ra Yêu quái cũng thường hoạt động theo số lượng lớn hoặc đơn lẻ. Nhưng không phải yêu quái nào cũng xấu xa và độc ác.